# 焼きなす

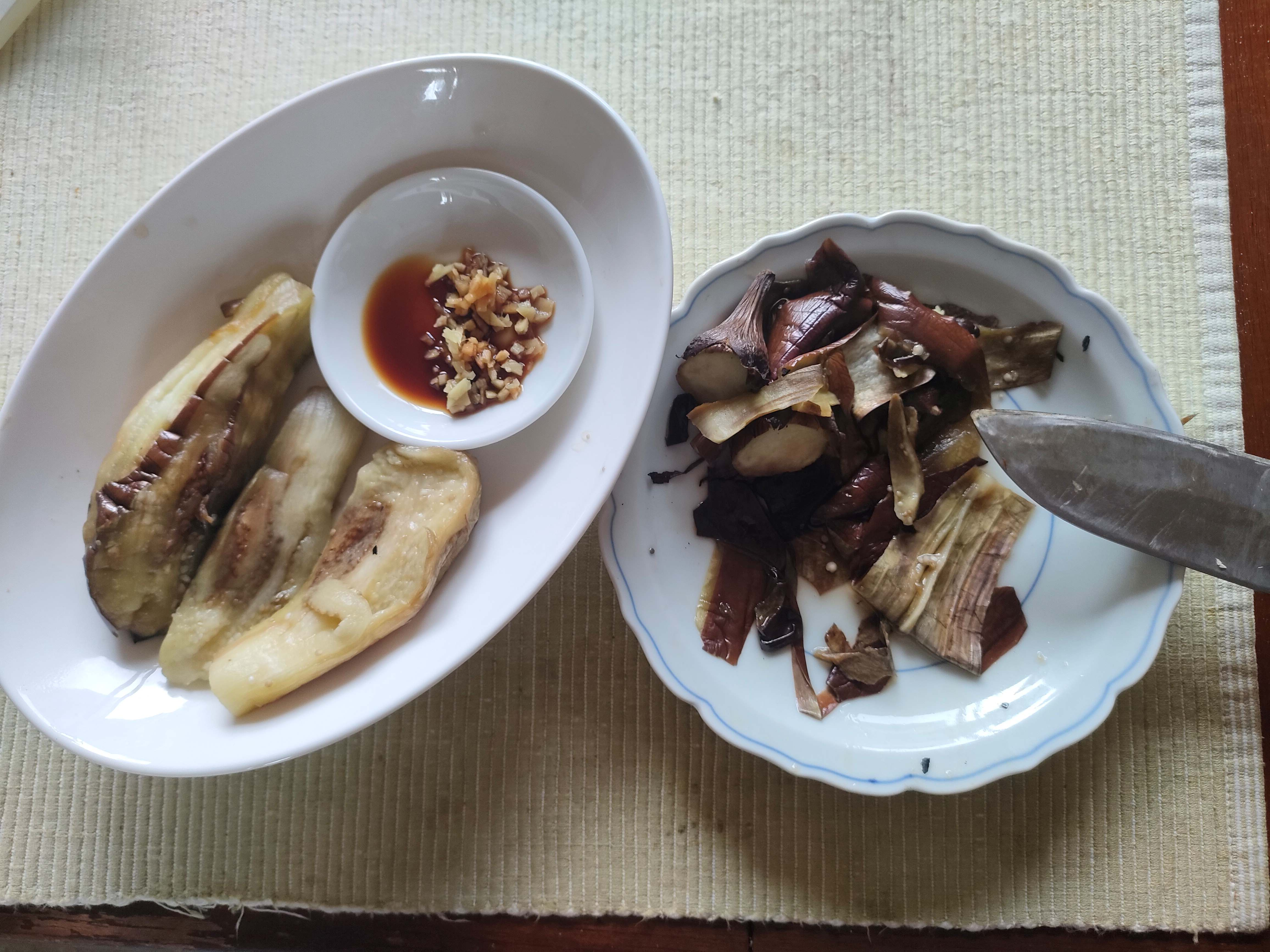
焼きなすの皮を剥いて、ショウガ醤油で

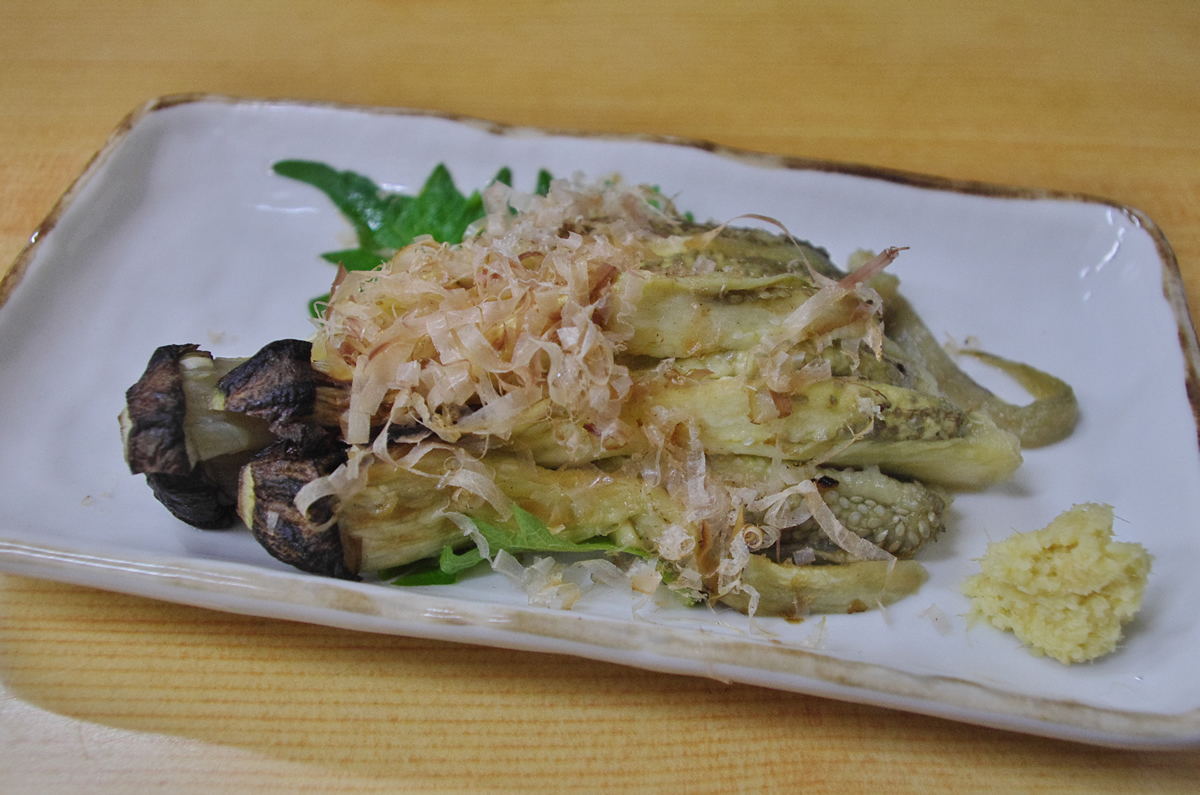
焼きなす

焼きなす（焼き茄子、やきなす）は、ナスの料理法の一つ。

## 概要
ナスを直火やグリルなどで焼き、焦げた皮をむいて、すりおろしたショウガやワサビなどを添えて、醤油やポン酢などで味付けをする料理。
ナスの使い方には、丸ごと使う場合や縦に切れ目を入れたり、あらかじめ平に切っておく場合がある（丸ごと使う場合は皮が黒焦げになるまで焼き、味付け前に焦げた皮を取り除いておく）。また、めんつゆをかけたり、鰹節をまぶすなど、家庭によって料理法は様々である。
食べ方も、焼きたての熱々のまま食べるほか、いったん冷蔵庫に入れて冷たく冷やしてから食べる方法もある。